# Yllenus rotundiorificus
Yllenus rotundiorificus là một loài nhện trong họ Salticidae.
Loài này thuộc chi Yllenus. Yllenus rotundiorificus được Dmitri Viktorovich Logunov & Yuri M. Marusik miêu tả năm 2000.